# Gabriel Dabanch
Gabriel Dabanch Nasrala (Barcelona, 18 september 1988) is een Spaans hockeyer.
Dabanch speelde voor Real Club de Polo, waarna hij vertrok naar België om te spelen voor Royal Antwerp HC. In de zomer 2013 kwam Dabanch over naar Oranje Zwart, waarmee hij in zijn eerste seizoen meteen landskampioen werd. Dabanch is ook international in de Spaanse hockeyploeg dat tevens deelneemt aan het WK hockey 2014 in Den Haag. 
Op 16 mei 2015 maakte hij de beslissende treffer tijdens de wedstrijd om het kampioenschap. Hij werd daardoor ook kampioen met Oranje Zwart. Dit was zijn laatste doelpunt voor Oranje Zwart. Hij is in 2015 naar België vertrokken om bij Royal Leopold te gaan spelen, zodat hij doordeweeks in Brussel met de Spaanse nationale ploeg kan trainen. 